# Watanabe Ippei
Ippei Watanabe (sinh ngày 28 tháng 9 năm 1969) là một cầu thủ bóng đá người Nhật Bản.

## Sự nghiệp câu lạc bộ
Ippei Watanabe đã từng chơi cho Yokohama Flügels, Júbilo Iwata, Vissel Kobe, Mito HollyHock và Yokohama FC.